# Le Gendarme de Abobo
Pour plus de détails, voir Fiche technique et Distribution.
Le Gendarme de Abobo est un film ivoirien  réalisé par Anton Vassil sorti en 2019.

## Synopsis
L'histoire suit les mésaventures d'un gendarme, sanctionné pour avoir tenté de racketter le chauffeur d’un ministre. En guise de punition, il est muté à Abobo, un quartier chaud de la capitale ivoirienne. Là, il doit faire face à la réalité de la vie dans ce quartier : l'insécurité, la pauvreté, les routes non bitumées et des fléaux sociaux tels que les « brouteurs » (des arnaqueurs sur internet) et les « microbes », des délinquants mineurs,,.
Malgré ces difficultés, le gendarme (Michel Gohou) tente de faire régner l'ordre avec humour. Il est accompagné dans ces péripéties par Ray Reboul, un acteur français incarnant « le plus grand emmerdeur de France ». Ensemble, ils abordent des sujets sensibles comme la corruption, le terrorisme, la crise ivoirienne et les relations hommes-femmes, tout en offrant des moments de rire et de réflexion,.

## Fiche technique
- Titre original : Le Gendarme de Abobo
- Réalisation : Anton Vassil[3]
- Scénario : Eugénie Koffi, Anton Vassil
- Musique : Arthur B. Rubinstein
- Production : Anton Vassil Maimouna Coulibaly, Bernard Stroiazzo
- Sociétés de production : B-mol Production
- Pays de production :  Côte d'Ivoire
- Langues originales : français
- Format : couleur
- Genres : comique[7]
- Durée : 120 minutes
- Sortie : 1er novembre 2019, Abidjan, Côte d'Ivoire[8],[9]

## Distribution
- Agalawal[10]
- Ray Reboul : « le plus grand emmerdeur de France »
- Michel Gohou : le gendarme Gokou[11]
- Désirée Irié Lou
- Le Magnific : le garçon Magnific
- Bienvenue Obro
- Roger Pégard